# Shiodome City Center
Shiodome City Center (яп. 汐留シティセンター Сиодомэ сити сента:) — небоскреб, расположен по адресу 1-5-2 Хигаси-Синбаси, район Минато, город Токио, Япония. Он служит штаб-квартирой корпорациям Fujitsu, Mitsui Chemicals, All Nippon Airways. В здании расположены дочерние компании All Nippon Airways: Air Nippon, ANA & JP Express, Air Japan. Vanilla Air, когда он был известен как AirAsia Japan имел штаб-квартиру в небоскрёбе.

## История
Небоскрёб спроектирован американским архитектором, ирландского происхождения Кевином Роучем. Небоскрёб строился с марта 2000 года по 23 января 2003 года. В то время как верхняя часть небоскрёба представляет собой современное офисное здание, то нижняя часть является зданием закрытой в 1986 году железнодорожной станции Сиодомэ. Shiodome City Center часто используется для съемки дорам и т. п. Банки, аптеки, книжные магазины, рестораны и т. п., находятся на нижних этажах, на верхнем этаже находиться ресторан. Небоскрёб получил премию Good Design Award в 2003 году. В 2002 году авиакомпания All Nippon Airways (ANA) объявила, что она займет до 10 этажей в тогда строящемся Shiodome City Center. Она планировала перевести свою штаб-квартиру из международного аэропорта Токио. ANA объявила, что она также перемещает некоторые дочерние компании в небоскрёб. Когда Shiodome City Center открылся, Nippon Cargo Airlines переместили свою штаб-квартиру в небоскрёб.

## Основные арендаторы
- Штаб-квартира Fujitsu
- Штаб-квартира ANA HOLDINGS INC.
- Штаб-квартира All Nippon Airways
- Штаб-квартира ALL NIPPON AIRWAYS TRADING CO., LTD.
- Штаб-квартира Mitsui Chemicals
- Штаб-квартира Oricom Co.,Ltd.
- Штаб-квартира Prime Polymer Co., Ltd.
- филиал Исследовательский институт Номура
- Штаб-квартира SOURCENEXT CORPORATION 33 этаж
- Штаб-квартира Dentsu Public Relations inc. 35 этаж
- Штаб-квартира в Японии Hulu 36 этаж

## Розничные арендаторы
- Aigan[англ.][13]
- Famima!![англ.][14]
- Godiva Chocolatier[15]
- Libro[англ.][16]
- Porsche[17]
- Subway[18]
- Tomod's[англ.][19]
- Vie de France[англ.][20]
- FamilyMart
- Starbucks

## Транспортная доступность
Небоскрёб находится в непосредственной близости от станций Симбаси и Сиодомэ.

## Галерея

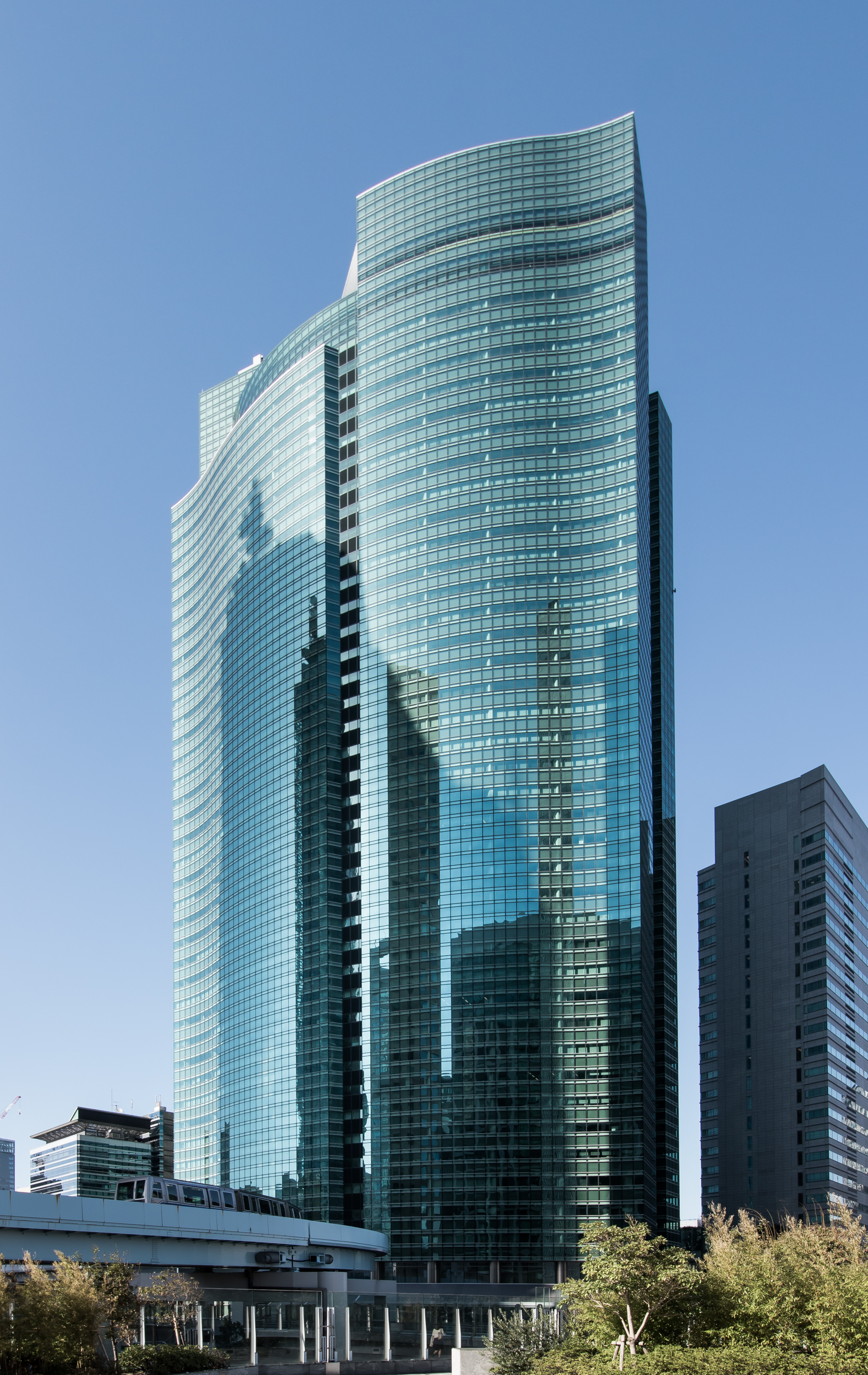
Shiodome City Center
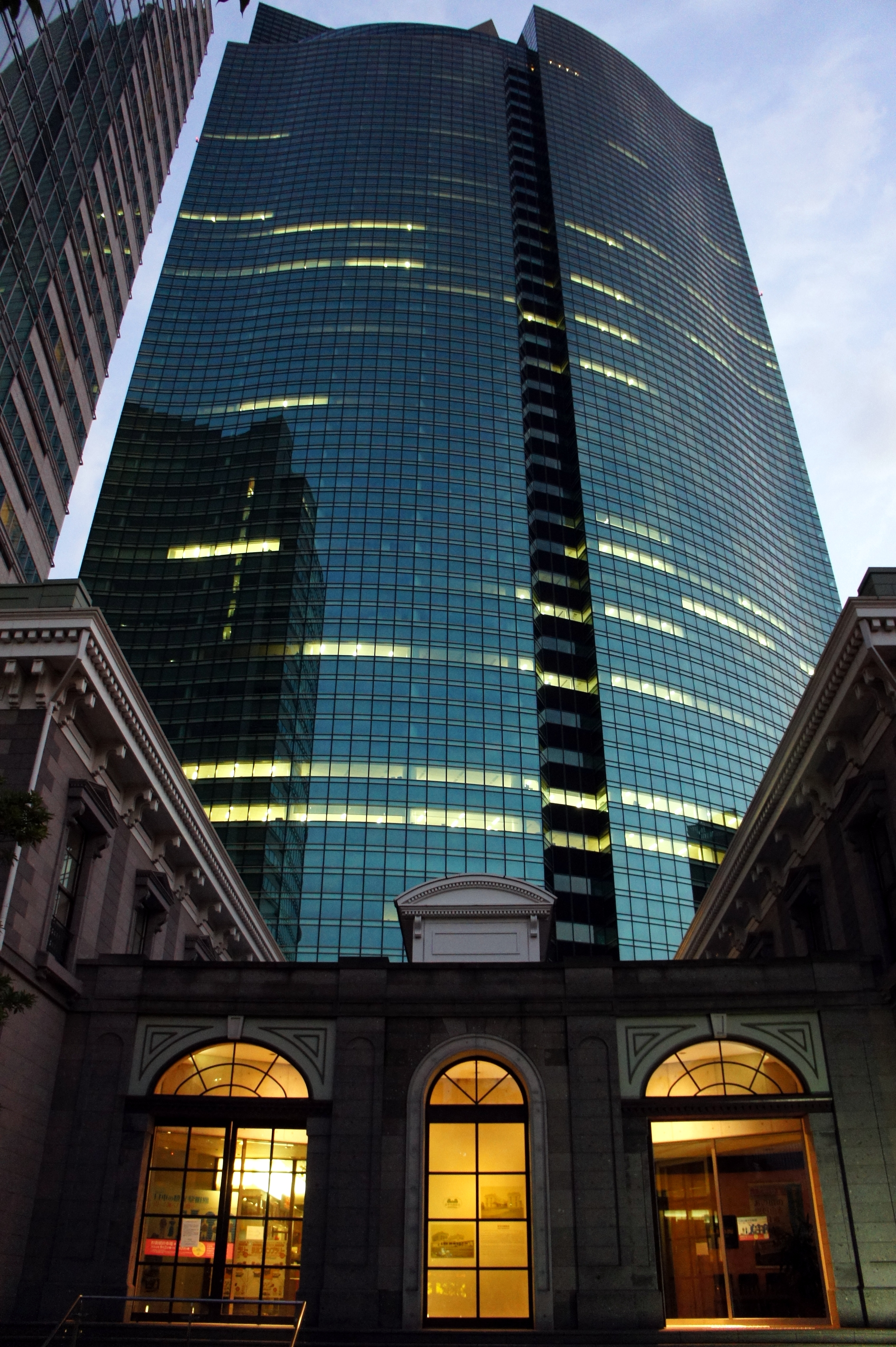
Shiodome City Center вид снизу перед зданием бывшей станции Сиодомэ
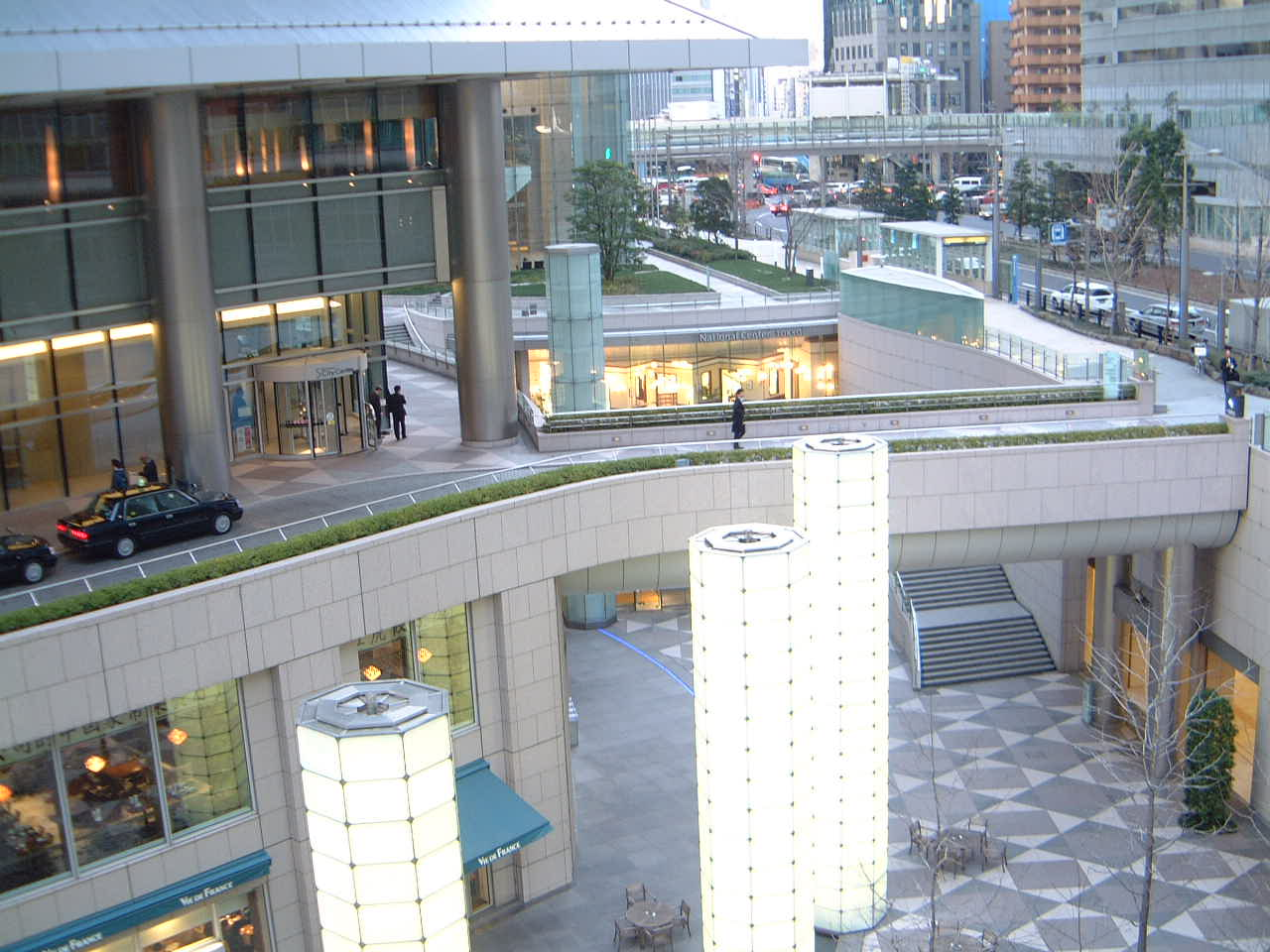
Подземные пешеходные пути под Shiodome City Center
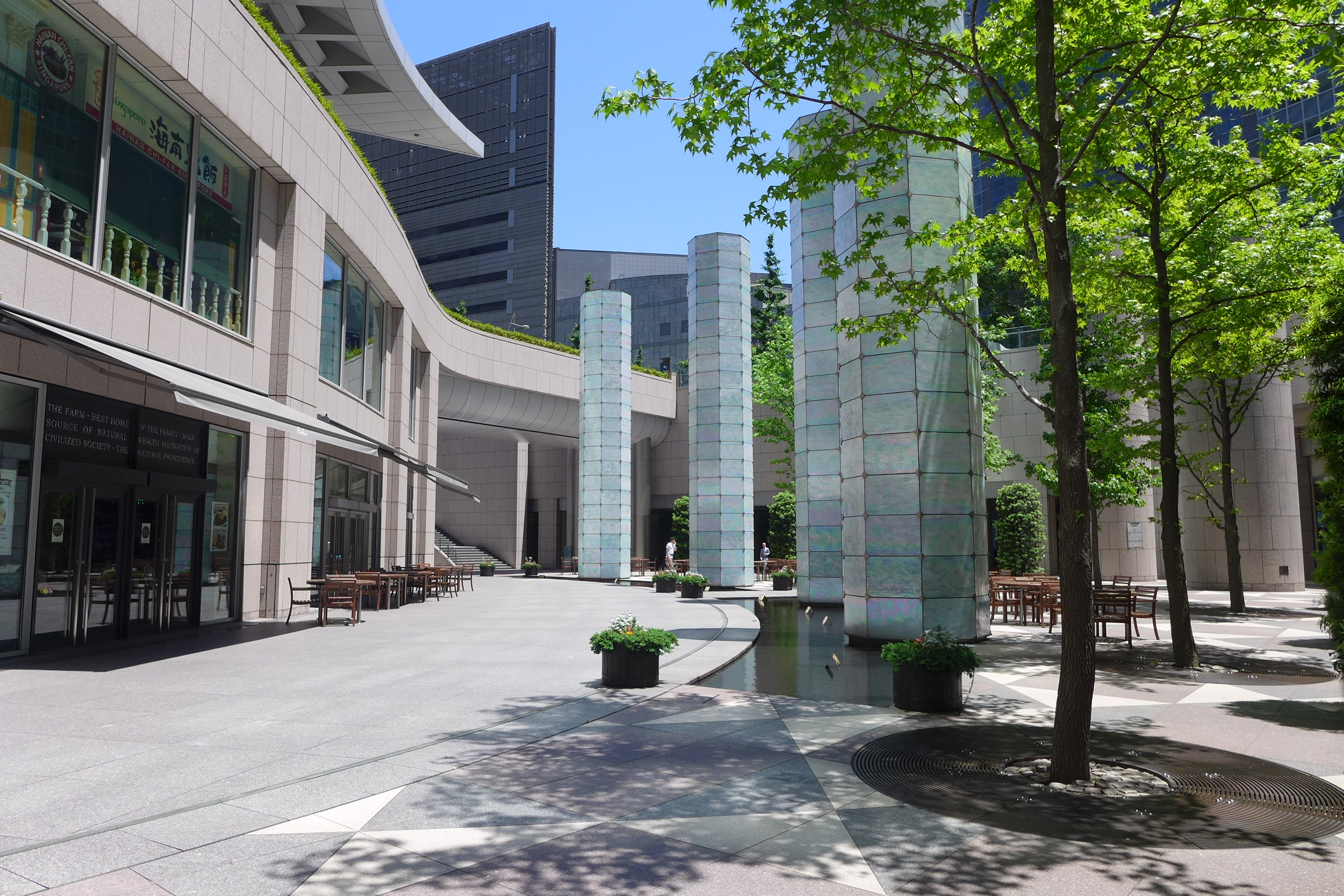
Снаружи
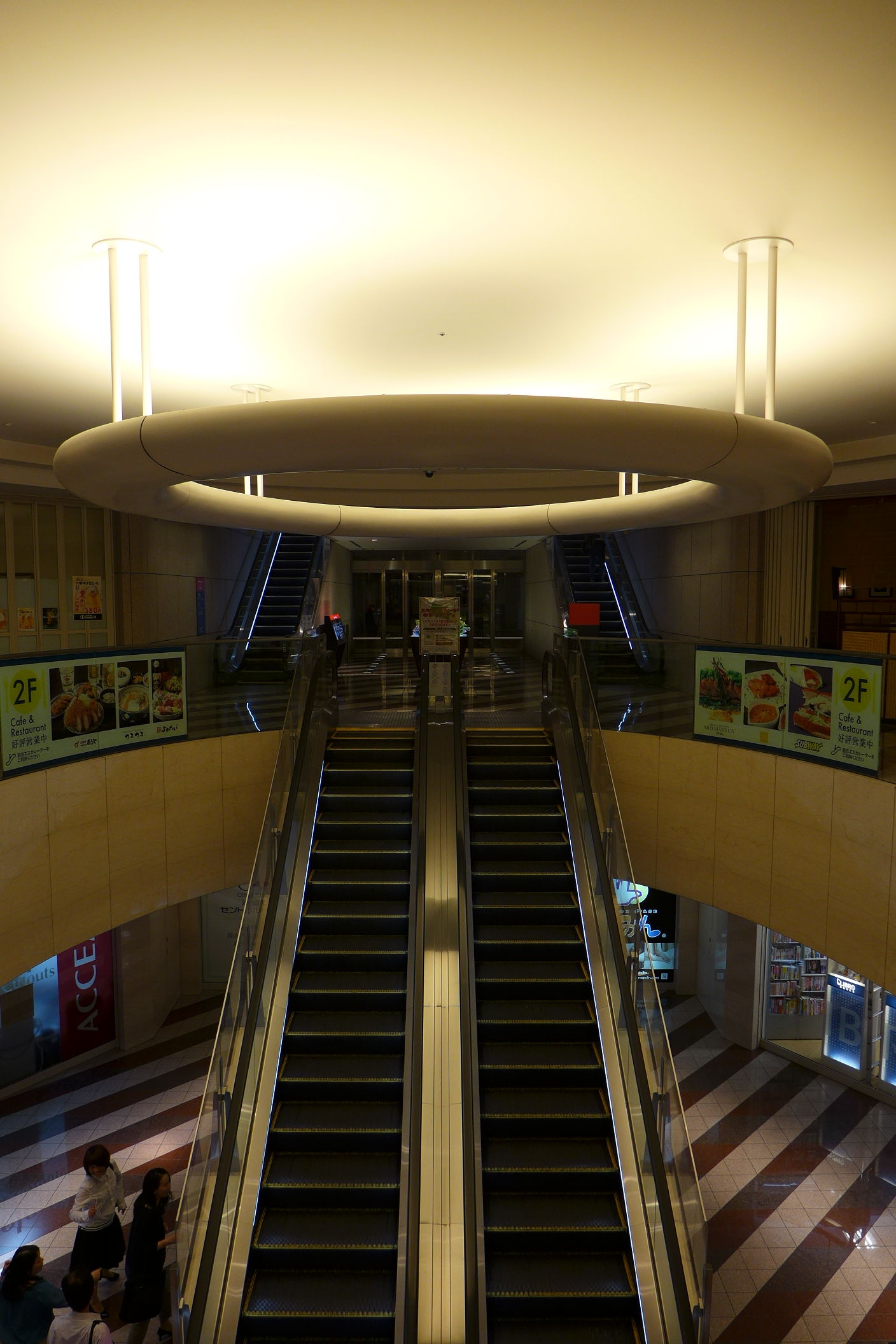
Внутри